# Station Honeybourne
Honeybourne is een spoorwegstation van National Rail in Honeybourne, Wychavon in Engeland. Het station is eigendom van Network Rail en wordt beheerd door Great Western Railway. 